# Mezquita de las 201 cúpulas
La Mezquita de las 201 cúpulas es una gran mezquita en construcción en la aldea de Dakkhin Pathalia (Pathalia Sur), Bangladés.

## Historia

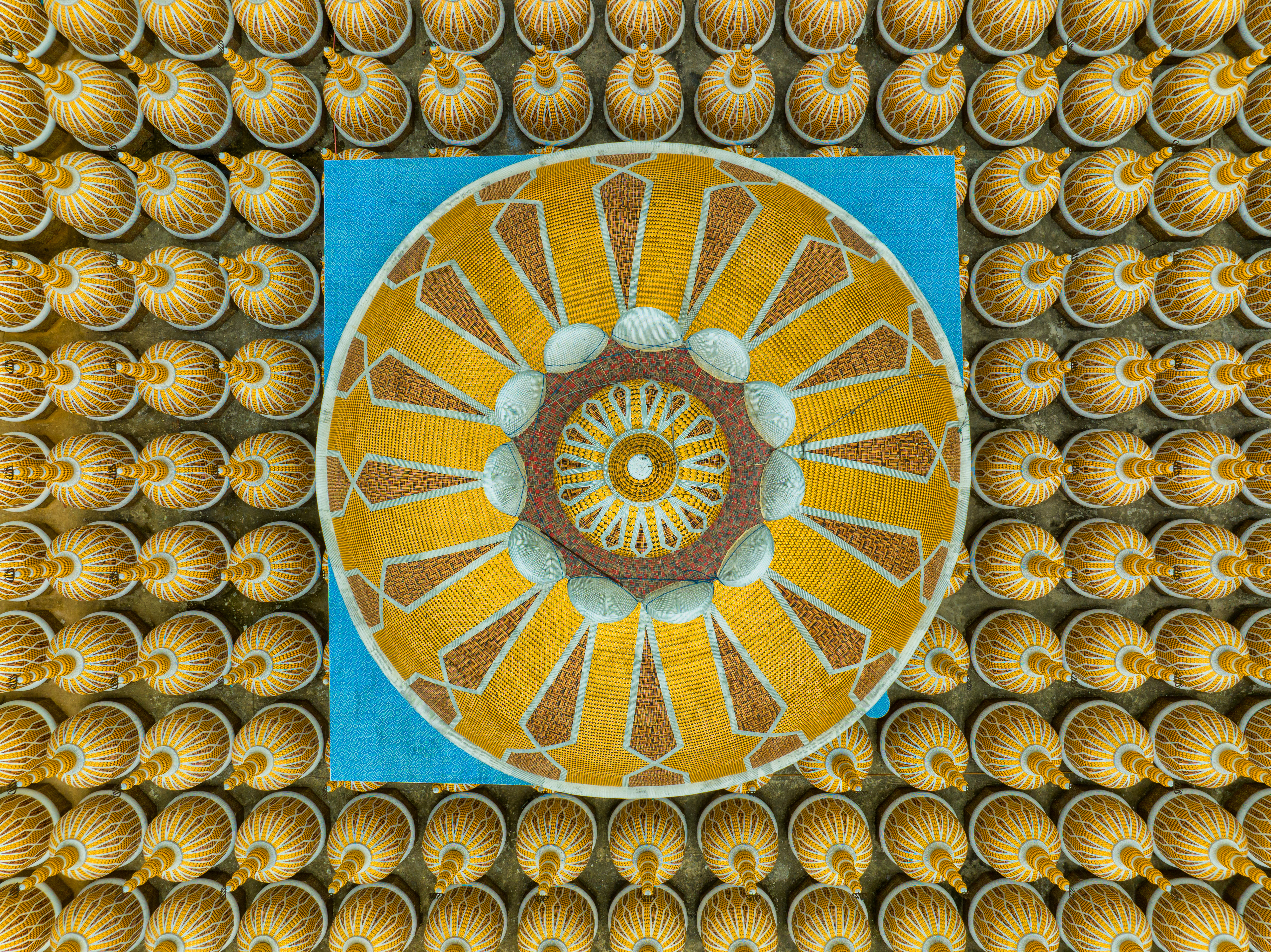
Vista de las cúpulas desde arriba

La construcción de la mezquita comenzó en 2013 en cinco acres de terreno en la orilla este del río Jhenai en la aldea de Pathalia Sur, distrito de Tangail, Bangladés.La iniciativa para su construcción fue de Rafiqul Islam, oriundo de la aldea y otrora presidente de la Federación de Empleados Bancarios de Bangladés (CBA).La primera piedra de la obra fue colocada por la madre de Rafiqul Islam.El arquitecto principal es Mrinmoy Adhikary.La Mezquita está siendo construido por el Rafiqul Islam Trust y el costo estimado de la construcción es de 13 millones de dólares.
La mezquita es un edificio cuadrado. Hay cuatro torres de esquina con una altura de 101 pies (30,8 m) y cuatro más cortas de 81 pies (24,7 m) que tienen la misma altura que la cúpula central. La cúpula central está rodeada por 200 más pequeños 17 pies (5,2 m) cúpulas. En un área adyacente inmediatamente al suroeste se prevé un alto minarete de 451 pies (137,5 m). Se espera que sea el minarete más alto de Bangladés.En el interior de la mezquita estará inscrito el Corán completo.
Por el momento alrededor de 15 000 personas pueden acceder la mezquita, pero el plan en 2019 fue doblar su capacidad hasta los 30 000.
Además del principal espacio de culto, está planeado que el complejo de la mezquita albergue un orfanato, una residencia para ancianos y un hospital.El complejo también contará con un helipuerto para recibir a dignatarios.